# St.-Marien-Kirche (Parchim)

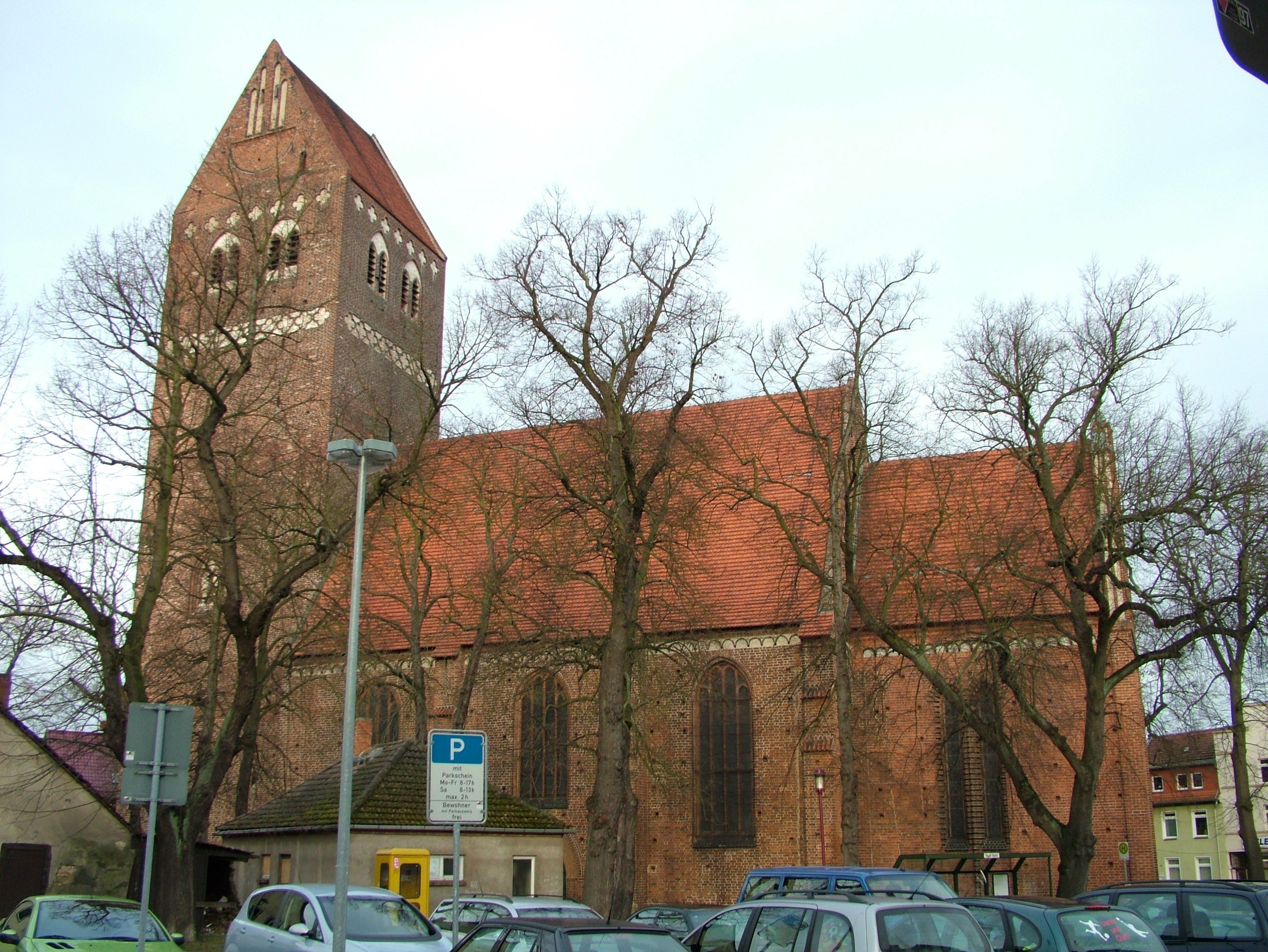
Marienkirche

Die St.-Marien-Kirche in Parchim ist eine Pfarrkirche in der Parchimer Neustadt. Die Hallenkirche ist ein Backsteinbau auf Feldsteinsockel aus der Zeit des Übergangs von der Spätromanik zur Frühgotik. Die Gemeinde gehört zur Propstei Parchim im Kirchenkreis Mecklenburg der Evangelisch-Lutherischen Kirche in Norddeutschland (Nordkirche).

## Geschichte

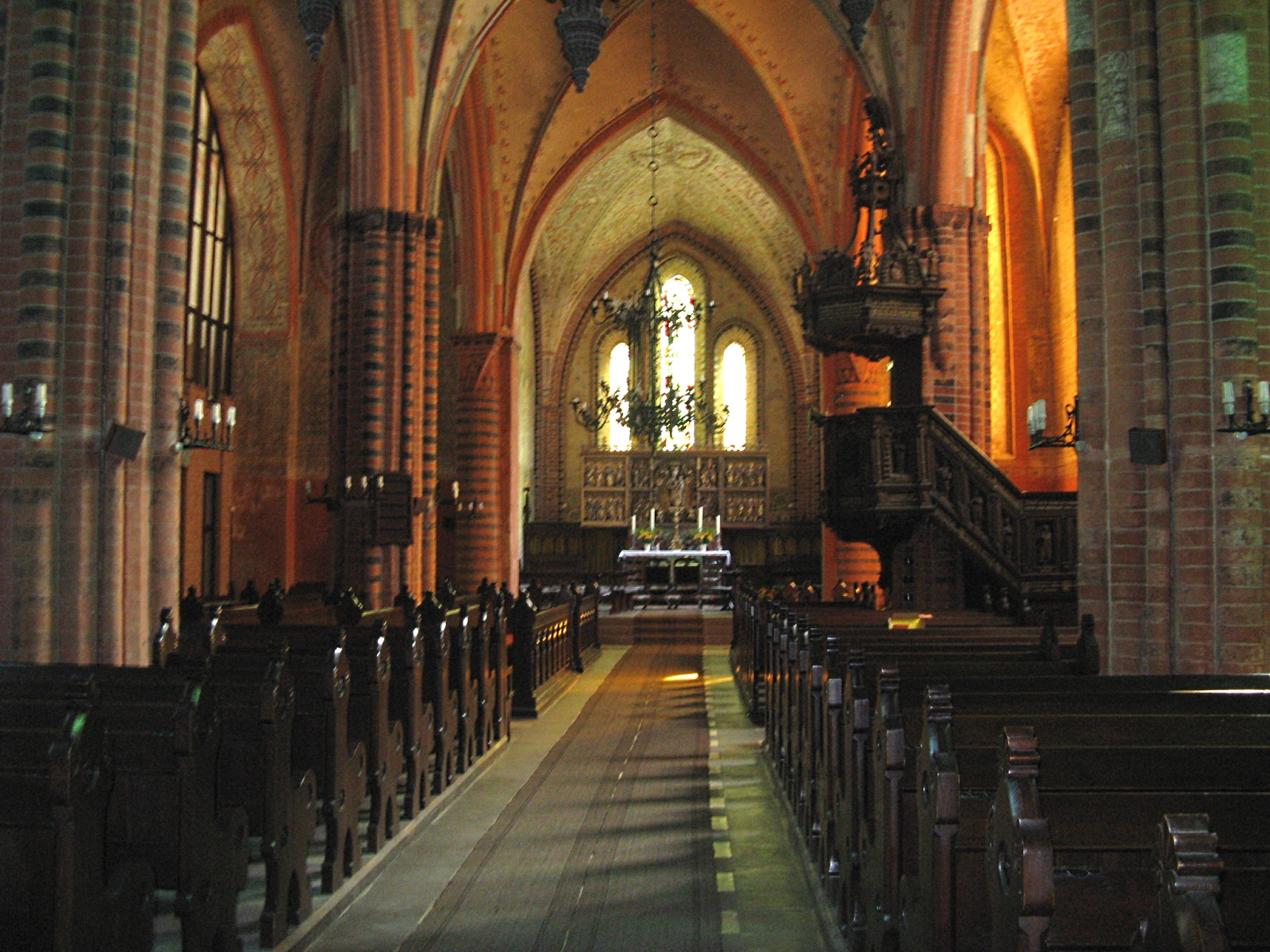
Blick zum Chor

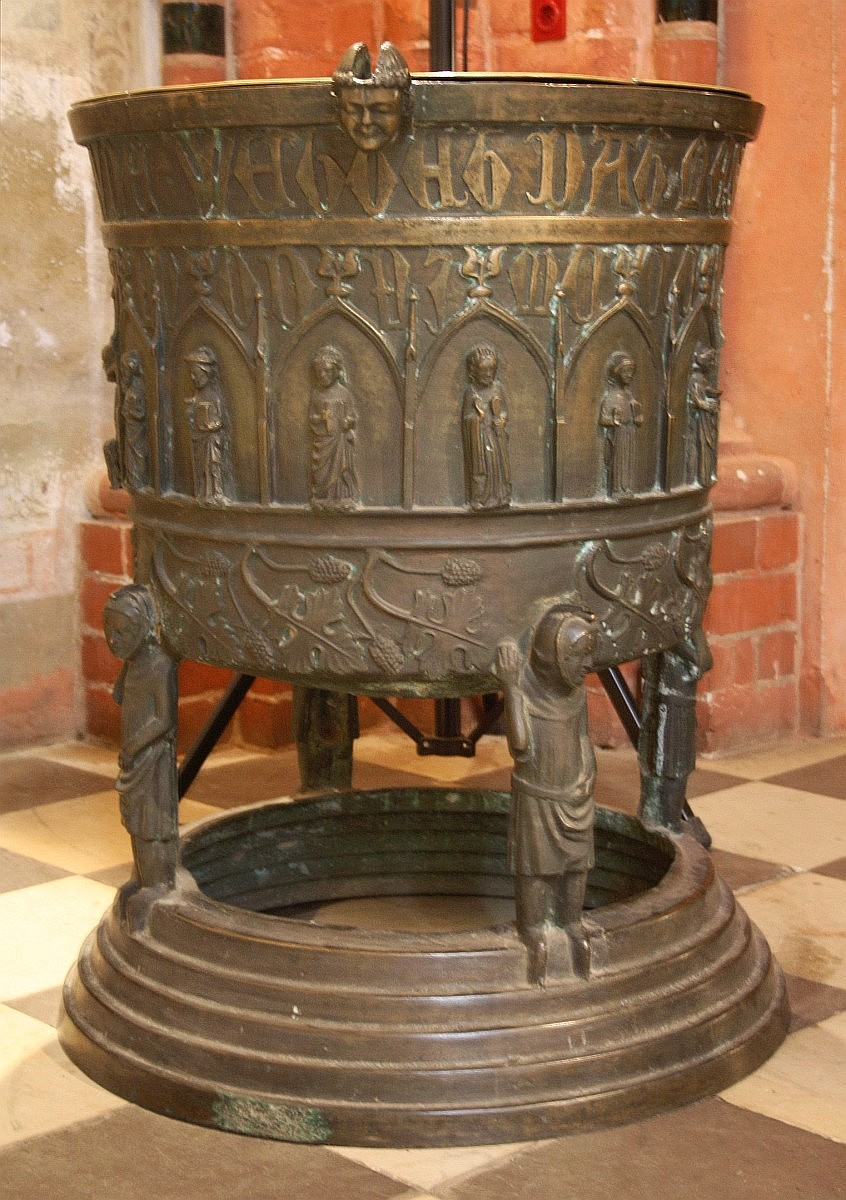
Bronzefünte von 1365

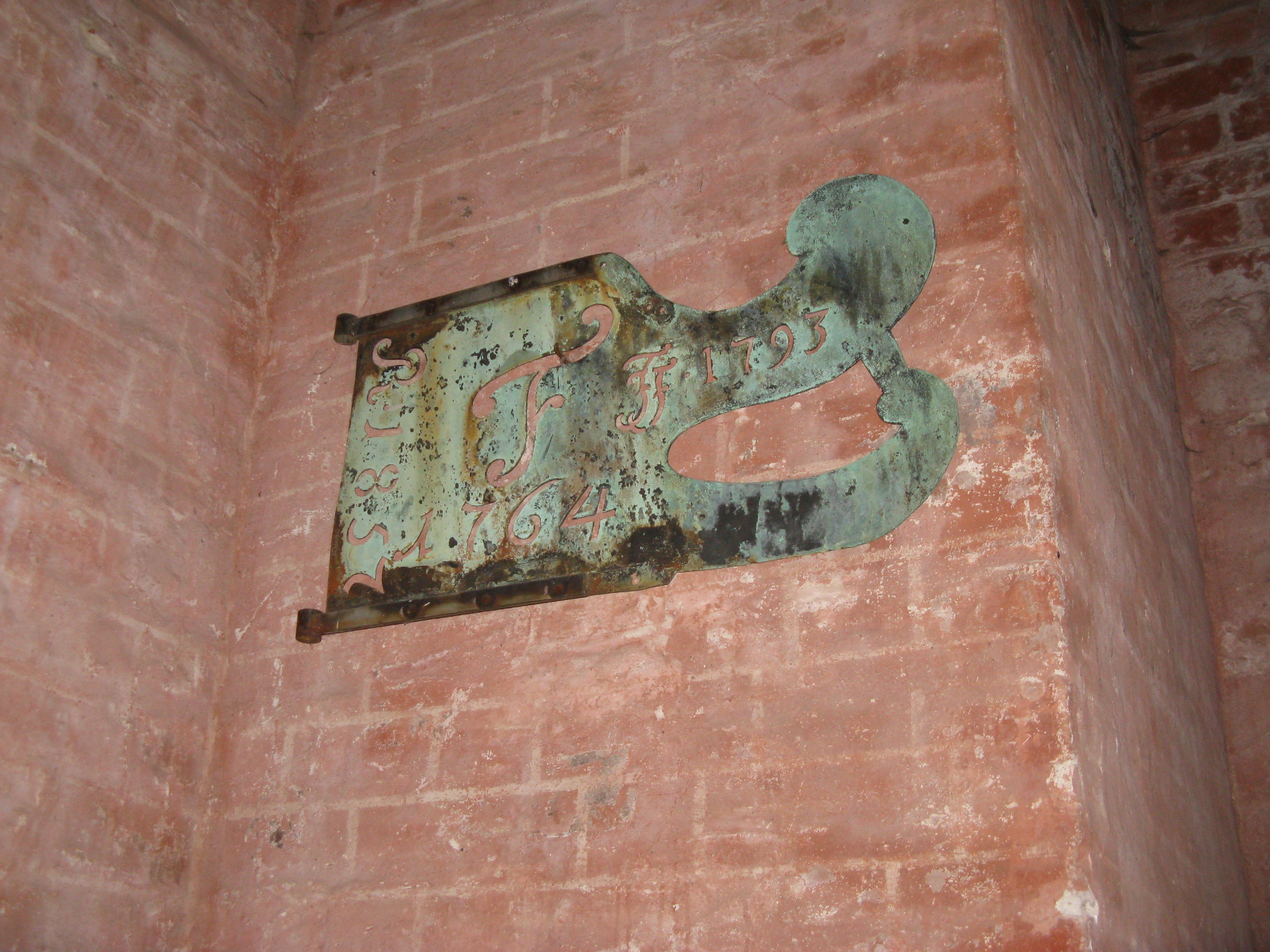
Alte Wetterfahne

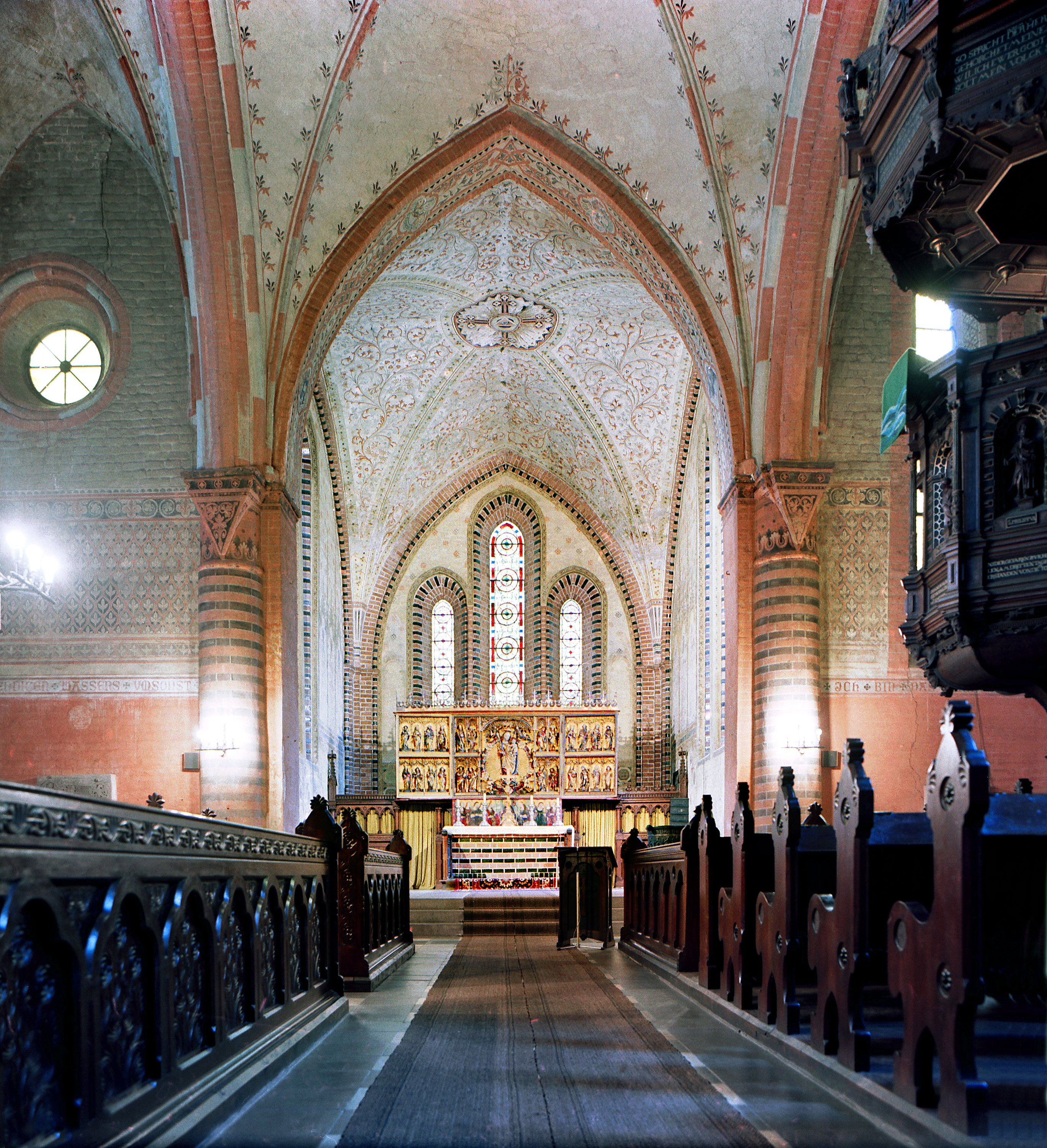
St. Marien

Der mecklenburgische Fürst Pribislaw I. gründete 1249 am westlichen Eldeufer die Parchimer Neustadt. Einher ging der Baubeginn der repräsentativen Kirche St. Marien. Die Kirche wurde am 19. Juni 1278 durch den Schweriner Bischof Hermann I. von Schladen und seinem Bruder, den Weihbischof Ludolf von Schladen eingeweiht.
Mit dem Bau der gotischen Backsteinkirche begann man um 1250. Die Kirche wurde erst im frühen 14. Jahrhundert als dreischiffige, dreijochige Hallenkirche mit schmaleren Seitenschiffen und quadratischem Rechteckchor fertiggestellt. Ein zweijochiger, hochgotischer Anbau mit Sterngewölbe erfolgte danach im 15. Jahrhundert an der Nordseite. Der Chor wurde, nachdem er schon im Jahr 1869 als baufällig eingestuft wurde, im Jahr 1908 völlig erneuert. Die Gewölbe und die Strebepfeiler stammen aus dem 14. Jahrhundert. Der Westturm von 1310 hatte die Türme der Lübecker Marienkirche zum Vorbild.
Die Kirche wurde mit Hilfe eines Kirchenbauprogramms in der DDR in der Zeit um 1980 umfassend außen saniert und die Nordhalle zum Gemeindezentrum umgebaut.
In der Zeit vom 10. bis 12. April 2022 erlitt die Kirche schwere Vandalismusschäden. Dabei wurde der Boden der Kirche großflächig mit Farbe beschmiert, ein Altar verwüstet, das Altartuch angezündet und eine kleine Orgel in der Winterkirche (ein Werk der Firma Nußbücker mit fünf Registern auf einem Manual und Pedal aus dem Jahr 1986) beschädigt. Diese Schäden konnten bis zum 15. April teilweise wieder beseitigt werden, so dass der Ostergottesdienst 2022 in der Kirche gefeiert werden kann.

## Ausstattung
Zu den wertvollsten Ausstattungsstücken zählen die Bronzetauffünte von 1365, zwei Glocken von 1514, die Kanzel aus dem Jahr 1601, die Orgelempore von 1601 und die jüdischen Grabsteine aus dem 13. und 14. Jahrhundert. Soweit Friedrich Schlie die Kanzel als Arbeit dem Lübecker Bildschnitzer Tönnies Evers dem Jüngeren zuschreiben will, merkt Wilhelm Lesenberg an, dass dies allenfalls als Werkstattzuschreibung gelten könne. Der Marienaltar aus dem Jahr 1500 ist ein reich bemalter Doppelflügelaltar. Auf den inneren Flügeln ist die „Jagd auf das Einhorn“ dargestellt.
Im Jahre 1908 erfolgte eine Ausmalung der Chorwände durch den Parchimer Künstler Willi Schomann. In der Kirche wurde der Generalfeldmarschall Helmuth von Moltke getauft.

## Orgel
Die Orgel wurde 1908 von dem Orgelbauer Faber & Greve in das vorhandene Orgelgehäuse von 1620 erbaut. Das Instrument hat 18 Register auf zwei Manualen und Pedal (pneumatische Windladen mit Ventilmembranen). Die Spiel- und Registertrakturen sind pneumatisch. Eine Besonderheit ist das „deutsche Reichspatent I. Manual = II. Manual“: Der vorhandene Registerfundus des Manualwerkes lässt sich auf jedem der beiden Manualwerke unabhängig voneinander registrieren. Das Pfeifenwerk ist fast vollständig erhalten.
| I. bzw. II. Manual C–f3 |                 |     |
| 1.                      | Bordun          | 16′ |
| 2.                      | Principal       | 8′  |
| 3.                      | Geigenprincipal | 8′  |
| 4.                      | Fugara          | 8′  |
| 5.                      | Doppelgedeckt   | 8′  |
| 6.                      | Hohlflöte       | 8′  |
| 7.                      | Zartflöte       | 8′  |
| 8.                      | Liebl. Gedackt  | 8′  |
| 9.                      | Aeoline         | 8′  |
| 10.                     | Vox Celestis    | 8′  |
| 11.                     | Octave          | 4′  |
| 12.                     | Rohrflöte       | 4′  |
| 13.                     | Mixtur III      | 2′  |
| 14.                     | Trompete        | 8′  |

| Pedal C– |              |     |
| 15.      | Principalbaß | 16′ |
| 16.      | Subbaß       | 16′ |
| 17.      | Principalbaß | 8′  |
| 18.      | Posaune      | 16′ |

- Koppeln: II/I, II/I als Superoktavkoppel, I/P, II/P

## Varia
- Die EKD stellte zwischen 1973 und 1975 die Summe von 150.000 D-Mark bereit, damit über ein Kirchenbauprogramm in der DDR dieselbe Summe in DDR-Mark für Sanierungs-Bauleistungen dieses Sakralbaus verfügbar war.[10]